# 鲍勃·菲茨杰拉德
罗伯特·菲茨杰拉德（英語：Robert Fitzgerald，1923年3月14日—1983年7月23日），美国NBA联盟前职业篮球运动员。在二战期间曾参军。